# 26293 Van Muyden
26293 Van Muyden (tên chỉ định: 1998 SD110) là một tiểu hành tinh vành đai chính. Nó được phát hiện bởi dự án Nghiên cứu tiểu hành tinh gần Trái Đất Lincoln ở Socorro, New Mexico, ngày 16 tháng 9 năm 1998. Nó được đặt theo tên David Van Muyden, an American educator ở Davis, California.